# Leur Lomanto Júnior
Leur Lomanto Júnior (Salvador, 28 de outubro de 1976) é um turismólogo, empresário e politico brasileiro. Foi deputado estadual por três mandatos. Atualmente é deputado federal pelo UNIÃO. É neto do ex-governador da Bahia, Lomanto Júnior, e filho do ex-deputado federal Leur Lomanto. É o atual presidente da Associação Desportiva Jequié.